# Малкочоглу
Малкочоглу (Яхияли) е османска династия от периода XIV – XVI век. Интегрирана в османското управление на Румелия.
Според британския османист Каролайн Финкел Малкочоглу са от сръбски произход - фамилията Малкович, която след Черноменската битка става османски васал. Редица представители на рода, чийто родоначалник е Малкоч бей, служат като акънджии и авангард, повеждащ османското настъпление в Европа. Според преданията тюрбето на Малкоч бей е в село Буря, поради което в миналото селото е носело името Малкочево.
През XV – XVI век при управлението на султаните Мехмед II и Баязид II родът е известен в цяла Румелия като газийски, а ленните му владения са около Силистра.

## По-известни представители на рода
Основателят на рода е Малкоч бей. Служи при султаните Мурад I и Баязид I. Участва заедно със сина си Мустафа бей в битката при Косово през 1389 г. като командва стрелците на десния фланг, а синът му - тези на левия. В битката при Никопол през 1396 г. е командир на лявото крило на османската армия.
Неговият син Малкочоглу Мустафа бей освен при Косовската битка се прославя също и при защитата на крепостта Сивас от монголците на Тимур през 1400 г., където и загива.
Другият син на Малкоч бей е Мехмед бей, който заедно с баща си завладява Румелия. Умира млад през 1385 г. и е погребан в тюрбе построено от баща му в Гебзе.
Друг представител на рода е Малкочоглу Бали бей служил при султаните Мехмед II и Баязид II. Обучавал се в Ендерун в Истанбул - училището, в което постъпвали само най-способните от взетите при девширмето християнски деца. Назначен за бейлербей на Силистра. С войската си достига до Варшава. Бали бей построява текета и завиета за хетеродоксните дервиши: посветено на Пирзаде край Пазарджик, второ, посветено на Баязид баба, в близост до Йенидже-и Вардар, трето, посветено на Хасан баба, син на Ягмур - край дн. Бащино и четвърто - край дн. Големанци. Умира около 1513/1514 г.
Малкочоглу Али бей е син на Малкочоглу Бали бей и е назначен за санджакбей на София. Заедно с брат си Турали бей загива в битката при Чалдиран през 1514 г.
Малкочоглу Дамат Яхя e втори съпруг на най-голямата дъщеря на султан Баязид II Айнишах хатун (женят се през 1501) г., с чрез този брак Яхя бей си спечелва титлата „дамат“ (зет на султана). От Айнишах-хатун Яхя има трима сина – Ахмед, Бали и Мехмед. През 1504 г. е назначен за везир. Умира през 1506 г.
Неговият син Малкочоглу Бали бей през 1521 г. става санджакбей на Смедерево, а по-късно на Белград, впоследствие и бейлербей на Босна. През 1526 г. в битката при Мохач си спечелва уважението на султана като построява понтонен мост и командва дясното крило на османската войска. Женен за една от внучките на султан Баязид II. Умира през 1548 г. и е погребан в Бурса.
Последният известен представител на рода е Малкоч Явуз Али паша - бейлербей на Египет, а от 1603 г. велик везир. През 1604 г. по време на похода към Унгария се разболява и на 26 юли 1604 г. умира в Белград. Пише стихове, които днес се съхраняват в библиотеката на Сюлейман джамия.